# 周之龍
周之龍（？—？），字左卿，號孺東，湖廣長沙府湘潭县人，明朝政治人物。

## 生平
万历十九年（1591年）辛卯科湖廣乡试舉人，萬曆二十九年（1601年）辛丑科進士，刑部觀政，三十二年授刑部主事，三十四年調工部，三十五年差管臨清造船，三十八年升工部员外郎、虞衡司郎中，三十九年为给事中曹于汴、御史汤兆京等糾劾，以不及被降一级调外任用，遂罢官归，年六十卒，学者稱孺東先生。

## 著作
著有《熊南文集》，陳子龍采其漕河议于《皇明经世文编》为《漕河说》，为之龙官工部時，造船清江浦所作也。漕事岁费百万，之龙严核之，其船政例为优饶部员之差，而之龙独严工作，核支放往，例岁造船二百馀，乃督造两运，成船千四百馀。复代户部造河西务，剥船三百，其论漕谓防河所以治漕，至国朝（清朝）始用其言，成康熙之功。其言海运当由胶莱出麻湾海仓，二日达天津直沽，亦至今而大验。其在刑部，独以釐狱为重，不遑游宴。著《西曹直草》，论出入敬恤，肫然仁儒之言也。李腾芳从之游三十年，称其言和行备，万应不乏，而以才不尽用为憾云。

## 家族
曾祖周塗。祖父周思時。父周训，貢士，封吏部郎中。生六子：周之屏（进士）、周之翰（举人）、周之光、周之基（进士）、周之命、周之龙（进士）。